# 대한민국 제18대 국회의원 선거 한나라당 후보 목록
한나라당 제18대 총선 공천 결과는 대한민국 제18대 총선 후보등록 마감일인 2008년 3월 26일 발표되었다.
한나라당 공심위가 2008년 3월 16일 전국 지역구 공천 후보자들을 모두 확정지은 가운데 이번 공천에 지원한 현역 의원중 50명이 탈락의 고배를 마신 것으로 집계됐다. 공천탈락 의원들 가운데서는 지역구에서는 42명, 비례대표 의원들이 8명을 차지했다.
현역 의원 128명중 50명이 교체되면서 18대 총선에서 한나라당의 현역의원 교체율은 39%에 달하는 것으로 나타났다.
지난 2004년 제17대 총선의 현역 의원 교체율 36.4%, 2002년 제16대 총선이 31%와 비교해 볼때, 이번 18대 총선은 역대 최고 교체율을 기록했다.

## 서울(48)
| 선거구   | 성명   | 나이 및 직업                     | 비고                  |
| -------- | ------ | -------------------------------- | --------------------- |
| 종로     | 박진   | 52,현역 국회의원                 |                       |
| 중       | 나경원 | 45,현역 국회의원                 |                       |
| 용산     | 진영   | 58현역 국회의원                  |                       |
| 성동갑   | 진수희 | 53,현역 국회의원                 |                       |
| 성동을   | 김동성 | 37,변호사                        |                       |
| 광진갑   | 권택기 | 44,전 당선인 비서실 정무기획팀장 |                       |
| 광진을   | 박명환 | 38,MB연대대표                    |                       |
| 동대문갑 | 장광근 | 54,전 국회의원                   |                       |
| 동대문을 | 홍준표 | 54,현역 국회의원                 |                       |
| 중랑갑   | 유정현 | 41,전 SBS 아나운서               |                       |
| 중랑을   | 진성호 | 46,전 조선일보 기자              |                       |
| 성북갑   | 정태근 | 44,전 서울시 정무부시장          |                       |
| 성북을   | 김효재 | 56,전 조선일보 논설위원          |                       |
| 강북갑   | 정양석 | 50,한나라당 노원을 지구당 위원장 |                       |
| 강북을   | 이수희 | 38,변호사                        | 최규식(현역 국회의원) |
| 도봉갑   | 신지호 | 45,자유주의연대 대표             |                       |
| 도봉을   | 김선동 | 45,박근혜 전 대표 비서실부실장   | 친박                  |
| 노원갑   | 현경병 | 46,당 정치발전위 부위원장        |                       |
| 노원을   | 권영진 | 46,전 서울시정무부시장           |                       |
| 노원병   | 홍정욱 | 38,전 헤럴드미디어 대표          |                       |
| 은평갑   | 안병용 | 50,전 부대변인                   |                       |
| 은평을   | 이재오 | 63,현역 국회의원                 |                       |
| 서대문갑 | 이성헌 | 50,전 국회의원                   | 친박                  |
| 서대문을 | 정두언 | 51,현역 국회의원                 |                       |
| 마포갑   | 강승규 | 45,전 대통령직 인수위 부대변인   |                       |
| 마포을   | 강용석 | 39,변호사                        |                       |
| 양천갑   | 원희룡 | 44,현역 국회의원                 |                       |
| 양천을   | 김용태 | 40,전 인수위 전문위원            |                       |
| 강서갑   | 구상찬 | 51,박근혜 전 대표 공보특보       | 친박                  |
| 강서을   | 김성태 | 50,한국노총부위원장              |                       |
| 구로갑   | 이범래 | 49,변호사                        |                       |
| 구로을   | 고경화 | 46,현역 국회의원                 |                       |
| 금천     | 안형환 | 45,전 KBS 정치외교팀 부장        |                       |
| 영등포갑 | 전여옥 | 49,현역 국회의원                 |                       |
| 영등포을 | 권영세 | 49,현역 국회의원                 |                       |
| 동작갑   | 권기균 | 51,한나라당 부대변인             |                       |
| 동작을   | 정몽준 | 57,현역 국회의원                 |                       |
| 관악갑   | 김성식 | 50,전 경기도정무부지사           |                       |
| 관악을   | 김철수 | 64,한나라당 재정위원장           |                       |
| 서초갑   | 이혜훈 | 44,현역 국회의원                 | 친박                  |
| 서초을   | 고승덕 | 50,변호사                        |                       |
| 강남갑   | 이종구 | 58,현역 국회의원                 | 친박                  |
| 강남을   | 공성진 | 55,현역 국회의원                 |                       |
| 송파갑   | 박영아 | 48,명지대 교수                   |                       |
| 송파을   | 유일호 | 53,한국개발연구원 교수           |                       |
| 송파병   | 이계경 | 58,현역 국회의원                 |                       |
| 강동갑   | 김충환 | 54,현역 국회의원                 | 친박                  |
| 강동을   | 윤석용 | 57,중앙 장애인위원장             |                       |

## 경기(51)
| 선거구      | 성명   | 나이 및 직업                               | 비고 |
| ----------- | ------ | ------------------------------------------ | ---- |
| 수원장안    | 박종희 | 48,전 국회의원                             |      |
| 수원권선    | 정미경 | 43,변호사                                  |      |
| 수원팔달    | 남경필 | 43,현역 국회의원                           |      |
| 수원영통    | 박찬숙 | 63,현역 국회의원                           |      |
| 성남수정    | 신영수 | 56,인수위 자문위원                         |      |
| 성남중원    | 신상진 | 52,현역 국회의원                           |      |
| 성남분당갑  | 고흥길 | 64,현역 국회의원                           |      |
| 성남분당을  | 임태희 | 52,현역 국회의원                           |      |
| 의정부갑    | 김상도 | 50,의정부지방검찰청차장검사                |      |
| 의정부을    | 박인균 | 51,한나라당 정책위부위원장                 |      |
| 안양만안    | 정용대 | 51,한나라당협위원장                        |      |
| 안양동안갑  | 최종찬 | 58,전 대통령비서실 정책기획수석비서관      |      |
| 안양동안을  | 심재철 | 50,현역 국회의원                           |      |
| 부천원미갑  | 임해규 | 48,현역 국회의원                           |      |
| 부천원미을  | 이사철 | 56,전 국회의원                             |      |
| 부천소사    | 차명진 | 49,현역 국회의원                           |      |
| 부천오정    | 박종운 | 47,당협위원장                              |      |
| 광명갑      | 정재학 | 51,정당인                                  |      |
| 광명을      | 전재희 | 59,현역 국회의원                           |      |
| 평택갑      | 원유철 | 46,전 경기도 정무부지사                    |      |
| 평택을      | 박상길 | 45,한나라당 평택을당원협의회장             |      |
| 양주.동두천 | 김성수 | 55,양주동두천 당원협의회장                 |      |
| 안산상록갑  | 이화수 | 55,한국노총 경기지역본부 의장              |      |
| 안산상록을  | 이진동 | 41,전 조선일보 기자                        |      |
| 안산단원갑  | 허숭   | 39,전 김문수 의원 보좌관                   |      |
| 고양덕양갑  | 손범규 | 42,변호사                                  | 친박 |
| 고양덕양을  | 김태원 | 59,한나라당협위원장                        | 친박 |
| 고양일산동  | 백성운 | 59,전 고양군수, 전 대통령직인수위 행정실장 |      |
| 고양일산서  | 김영선 | 48,현역 국회의원                           |      |
| 의왕.과천   | 안상수 | 62,현역 국회의원                           |      |
| 구리        | 주광덕 | 48,변호사                                  |      |
| 남양주갑    | 심장수 | 57,변호사                                  |      |
| 남양주을    | 김연수 | 39,서울대학교 사범대학 체육교육과 교수     |      |
| 오산        | 최순식 | 58,전 오산시장                             |      |
| 화성갑      | 김성회 | 52,뉴라이트 경기안보연합 상임대표          |      |
| 화성을      | 박보환 | 52,전 국회 정책연구위원                    | 친박 |
| 시흥갑      | 함진규 | 49,인스컴 대표                             |      |
| 시흥을      | 김왕규 | 57,당 부대변인                             |      |
| 군포        | 유영하 | 46,변호사                                  | 친박 |
| 하남        | 이현재 | 59,전 중기청장                             |      |
| 파주        | 황진하 | 62,현역 국회의원                           |      |
| 이천.여주   | 이범관 | 65,전 광주고검장                           |      |
| 용인기흥    | 박준선 | 42,변호사                                  |      |
| 용인처인    | 여유현 | 45,사업가                                  |      |
| 용인수지    | 윤건영 | 56,현역 국회의원                           |      |
| 안성        | 김학용 | 47,전 도의회 부의장                        |      |
| 김포        | 유정복 | 51,현역 국회의원                           |      |
| 광주        | 정진섭 | 56,현역 국회의원                           |      |
| 포천.연천   | 김영우 | 41,전 인수위 비서실 부팀장                 |      |
| 양평.가평   | 정병국 | 50,현역 국회의원                           |      |

## 인천(12)
| 선거구     | 성명   | 나이 및 직업                     | 비고 |
| ---------- | ------ | -------------------------------- | ---- |
| 중.동.옹진 | 박상은 | 59,전 인천시청 정무부시장        |      |
| 남구갑     | 홍일표 | 52,전 인천시청 정무부시장        |      |
| 남구을     | 윤상현 | 46,한양대 국제대학원 겸임교수    |      |
| 연수       | 황우여 | 61,국회의원                      |      |
| 남동갑     | 이윤성 | 54,국회의원                      |      |
| 남동을     | 조전혁 | 48,인천대 교수                   |      |
| 부평갑     | 조진형 | 65,전 국회의원                   |      |
| 부평을     | 구본철 | 49,인하대 겸임교수               |      |
| 계양갑     | 김해수 | 50,전 한나라당 인천시지부 대변인 |      |
| 계양을     | 이상권 | 53,변호사                        |      |
| 서강화갑   | 이학재 | 44,전 인천 서구청장              |      |
| 서강화을   | 이규민 | 59,전 동아일보 편집국장          |      |

## 대전(6)
| 선거구 | 성명   | 나이 및 직업                | 비고 |
| ------ | ------ | --------------------------- | ---- |
| 동구   | 윤석만 | 51,변호사                   |      |
| 중구   | 강창희 | 62,전 국회의원              |      |
| 서구갑 | 한기온 | 51,전 대전시의원            |      |
| 서구을 | 나경수 | 46,전 대전지법 판사         |      |
| 유성   | 송병대 | 59,전 국회의원              |      |
| 대덕   | 이창섭 | 53,충남대 체육교육학과 교수 |      |

## 충남(10)
| 선거구         | 성명   | 나이 및 직업            | 비고              |
| -------------- | ------ | ----------------------- | ----------------- |
| 천안갑         | 전용학 | 56,전 국회의원          |                   |
| 천안을         | 김호연 | 53,전 빙그레 회장       | 친박              |
| 공주.연기      | 오병주 | 52,전 공주지청장        |                   |
| 보령.서천      | 김태흠 | 45,전 충남 정무부지사   |                   |
| 아산           | 이훈규 | 55,전 인천지검장        |                   |
| 서산.태안      | 김병묵 | 65,전 경희대 총장       |                   |
| 논산.계룡.금산 | 김영갑 | 52,전 서울지법 부장판사 |                   |
| 부여.청양      | 김학원 | 61,현역 국회의원        | 김종필 계열, 친박 |
| 홍성.예산      | 홍문표 | 61,현역 국회의원        |                   |
| 당진           | 정덕구 | 60,전 국회의원          |                   |

## 충북(8)
| 선거구              | 성명   | 나이 및 직업              | 비고                 |
| ------------------- | ------ | ------------------------- | -------------------- |
| 청주상당            | 한대수 | 64,전 청주시장            | 홍재형 현역 국회의원 |
| 청주흥덕갑          | 윤경식 | 45,변호사                 | 오제세 현역 국회의원 |
| 청주흥덕을          | 송태영 | 47,대통령 당선인 부대변인 | 노영민 현역 국회의원 |
| 충주                | 윤진식 | 62,전 산자부 장관         | 이시종 현역 국회의원 |
| 제천.단양           | 송광호 | 66,전 국회의원            | 친박                 |
| 청원                | 오성균 | 42,변호사                 | 변재일 현역 국회의원 |
| 보은.옥천.영동      | 심규철 | 50,전 국회의원            | 이용희 현역 국회의원 |
| 증평.진천.괴산.음성 | 김경회 | 56,전 진천군수            | 김종률 현역 국회의원 |

## 대구(12)
| 선거구 | 성명    | 나이 및 직업                 | 비고 |
| ------ | ------- | ---------------------------- | ---- |
| 중.남  | 배영식  | 59,전 신용보증기금 이사장    | 친박 |
| 동갑   | 주성영  | 50,현역 국회의원             | 친박 |
| 동을   | 유승민  | 50,현역 국회의원             | 친박 |
| 서     | 이종현a | 58,경북대학교수              |      |
| 북갑   | 이명규  | 52,현역 국회의원             |      |
| 북을   | 서상기  | 62,현역 국회의원             | 친박 |
| 수성갑 | 이한구  | 63,현역 국회의원             | 친박 |
| 수성을 | 주호영  | 48,현역 국회의원             |      |
| 달서갑 | 홍지만  | 41,전SBS앵커,기자            |      |
| 달서을 | 권용범  | 44,뉴라이트전국연합 공동대표 |      |
| 달서병 | 유재한  | 53,한국주택금융 사장         |      |
| 달성   | 박근혜  | 56,현역 국회의원             |      |

- a: 본래 공천 내정자였던 강재섭(60,현역 국회의원)이 불출마 선언을 하여 변경되었다.

## 경북(15)
| 선거구              | 성명   | 나이 및 직업                 | 비고 |
| ------------------- | ------ | ---------------------------- | ---- |
| 포항북구            | 이병석 | 56,현역 국회의원             |      |
| 포항남구.울릉       | 이상득 | 73,현역 국회의원             |      |
| 경주                | 정종복 | 58,현역 국회의원             |      |
| 김천                | 이철우 | 53,전 경북 정무부지사        |      |
| 안동                | 허용범 | 43,전 박근혜 특보            |      |
| 구미갑              | 김성조 | 50,현역 국회의원             | 친박 |
| 구미을              | 이재순 | 54,한국폴리텍Ⅵ 구미대학장    |      |
| 영주                | 장윤석 | 58,현역 국회의원             |      |
| 영천                | 정희수 | 55,현역 국회의원             | 친박 |
| 상주                | 손승태 | 60,미래문화발전연구회 이사장 |      |
| 문경.예천           | 이한성 | 51,전 창원지검 검사장        | 친박 |
| 경산.청도           | 최경환 | 53,현역 국회의원             | 친박 |
| 고령.성주.칠곡      | 석호익 | 56,정보통신정책연구원장      |      |
| 군위.의성.청송      | 김동호 | 54,변호사                    |      |
| 영양.영덕.봉화.울진 | 강석호 | 53,삼일그룹 상임고문         |      |

## 울산(6)
| 선거구 | 성명   | 나이 및 직업            | 비고 |
| ------ | ------ | ----------------------- | ---- |
| 중구   | 정갑윤 | 58,현역 국회의원        | 친박 |
| 남갑   | 최병국 | 66,현역 국회의원        |      |
| 남을   | 김기현 | 49,현역 국회의원        |      |
| 동구   | 안효대 | 53,정몽준 의원 사무국장 |      |
| 북구   | 윤두환 | 53,현역 국회의원        |      |
| 울주   | 이채익 | 53,전 남구청장          | 중립 |

## 부산(18)
| 선거구        | 성명   | 나이 및 직업            | 비고                 |
| ------------- | ------ | ----------------------- | -------------------- |
| 중동          | 정의화 | 60,현역 국회의원        |                      |
| 서구          | 조양환 | 46,전 부산시의회 부의장 |                      |
| 영도          | 김형오 | 61,현역 국회의원        |                      |
| 부산진갑      | 허원제 | 57,전 SBS 이사          | 친박                 |
| 부산진을      | 이종혁 | 52,세계나무교육 대표    |                      |
| 동래          | 오세경 | 48,변호사               |                      |
| 남갑          | 김정훈 | 51,국회의원             |                      |
| 남을          | 정태윤 | 54,경실련 정책연구실장  |                      |
| 북.강서갑     | 박민식 | 43,변호사               | 친박                 |
| 북.강서을     | 허태열 | 63,현역 국회의원        | 친박                 |
| 해운대.기장갑 | 서병수 | 56,현역 국회의원        | 친박                 |
| 해운대.기장을 | 안경률 | 60,현역 국회의원        |                      |
| 사하갑        | 현기환 | 51,한나라당 부대변인    | 친박                 |
| 사하을        | 최거훈 | 49,변호사               | 조경태 현역 국회의원 |
| 금정          | 박승환 | 51,현역 국회의원        |                      |
| 연제          | 김희정 | 37,현역 국회의원        |                      |
| 수영          | 박형준 | 49,현역 국회의원        |                      |
| 사상          | 장제원 | 41,현역 국회의원        |                      |

## 경남(17)
| 선거구         | 성명   | 나이 및 직업                  | 비고                 |
| -------------- | ------ | ----------------------------- | -------------------- |
| 창원갑         | 권경석 | 62,현역 국회의원              |                      |
| 창원을         | 강기윤 | 48,경남도의원                 | 권영길 현역 국회의원 |
| 마산갑         | 이주영 | 57,현역 국회의원              |                      |
| 마산을         | 안홍준 | 57,현역 국회의원              | 친박                 |
| 진주갑         | 최진덕 | 51,경남도의원                 |                      |
| 진주을         | 김재경 | 47,현역 국회의원              |                      |
| 진해           | 김학송 | 56,현역 국회의원              |                      |
| 통영.고성      | 이군현 | 56,현역 국회의원              |                      |
| 사천           | 이방호 | 63,현역 국회의원              |                      |
| 김해갑         | 김정권 | 48,현역 국회의원              |                      |
| 김해을         | 송은복 | 65,전 김해시장                | 최철국 현역 국회의원 |
| 밀양.창녕      | 조해진 | 44,대통령직인수위 부대변인    |                      |
| 거제           | 윤영   | 53,전 거제 부시장             |                      |
| 양산           | 허범도 | 57,전 중소기업진흥공단 이사장 |                      |
| 의령.함안.합천 | 조진래 | 43,변호사                     |                      |
| 남해.하동      | 여상규 | 60,변호사                     |                      |
| 산천.함양.거창 | 신성범 | 45,전 KBS 모스크바 지국장     |                      |

## 광주(8)
| 선거구 | 성명   | 나이 및 직업                   | 비고 |
| ------ | ------ | ------------------------------ | ---- |
| 동구   | 김태욱 | 59,전 광주케이블TV 방송국 대표 |      |
| 서구갑 | 정용화 | 44,전 연세대 연구교수          |      |
| 서구을 | 정순길 | 63,전 광주시의회 의장          |      |
| 남구   | 노영복 | 65,조선대 명예교수             |      |
| 북구갑 | 이가연 | 55,당협위원장                  |      |
| 북구을 | 김천국 | 51,당협위원장                  |      |
| 광산갑 | 조재현 | 47,광주시당 부위원장           |      |
| 광산을 | 강경수 | 54,전 국민은행 인사본부장      |      |

## 전북(11)
| 선거구              | 성명   | 나이 및 직업                     | 비고 |
| ------------------- | ------ | -------------------------------- | ---- |
| 전주완산갑          | 곽재남 | 46,전 오성종합건설 대표          |      |
| 전주완산을          | 김정옥 | 50,에이스솔루션 정보기술연구소장 |      |
| 전주덕진            | 최재훈 | 52,에버그린건설 대표             |      |
| 군산                | 이종영 | 63,세아제강 대표                 |      |
| 익산갑              | 임석삼 | 51,당협위원장                    |      |
| 익산을              | 김영배 | 61,전북도당 부위원장             |      |
| 정읍                | 이남철 | 51,전 단국대 겸임교수            |      |
| 남원.순창           | 유병수 | 54,유아텍 대표                   |      |
| 김제.완주           | 정영환 | 51,전 김제시의회 의장            |      |
| 진안.무주.장수.임실 | 장용진 | 41,금강종합건재 대표             |      |
| 고창.부안           | 김종훈 | 48,당협위원장                    |      |

## 전남(12)
| 선거구         | 성명   | 나이 및 직업                       | 비고 |
| -------------- | ------ | ---------------------------------- | ---- |
| 목포           | 천성복 | 45,한나라당 중앙당 정책위 부위원장 |      |
| 여수갑         | 주봉심 | 서46,남조경 회장                   |      |
| 여수를         | 심정우 | 62,당협위원장                      |      |
| 순천           | 김기룡 | 46,당협위원장                      |      |
| 나주.화순      | 김창호 | 46,한나라당 부대변인               |      |
| 광양           | 김광영 | 70,전 광주대 교수                  |      |
| 담양.곡성.구례 | 김문일 | 60,현우서비스 대표                 |      |
| 고흥.보성      | 장귀석 | 54,보성군 홍보대사                 |      |
| 장흥.영암.강진 | 채경근 | 광주 전남 뉴라이트 장흥군 대표     |      |
| 해남.진도.완도 | 설철호 | 57,당협위원장                      |      |
| 무안.신안      | 고기원 | 57,전 3보병사단장                  |      |
| 함평.영광.장성 | 한남열 | 51,전 당협위원장                   |      |

## 강원(8)
| 선거구              | 성명   | 나이 및 직업                                           | 비고 |
| ------------------- | ------ | ------------------------------------------------------ | ---- |
| 춘천                | 허천   | 65,현역 국회의원                                       |      |
| 원주                | 이계진 | 62,현역 국회의원                                       |      |
| 강릉                | 심재엽 | 62,현역 국회의원                                       |      |
| 동해.삼척           | 정인억 | 56,정보통신정책연구원 아·태정보통신인프라협력센터 소장 |      |
| 속초.고성.양양      | 조동용 | 55,변호사                                              |      |
| 홍천.횡성           | 황영철 | 43,강원지사 정무특별보좌관                             |      |
| 태백.영월.평창.정선 | 최동규 | 59,- 전 한나라당 태백·영월·평창·정선 당협위원장        |      |
| 철원.화천.양구.인제 | 박세환 | 51,현역 국회의원                                       |      |

## 제주(3)
| 선거구 | 성명   | 나이 및 직업           | 비고 |
| ------ | ------ | ---------------------- | ---- |
| 제주갑 | 김동완 | 53,북제주을 당협위원장 |      |
| 제주을 | 부상일 | 37,전 제주지검 검사    |      |
| 서귀포 | 강상주 | 54,전 서귀포 시장      |      |

## 비례대표 후보자 명단(50명)
1.강명순(56,여) 경남
- 이화여대 사범대학, 기비국제대학 대학원 사회 복지학 박사
- ‘신나는조합’(Micro-Credit, 빈민대상 소액대출) 운동가
- 부스러기사랑나눔회 대표

2.임두성(58) 전남
- 해남 화산초 졸
- (사)한빛복지협회 회장

3.배은희(48,여) 서울
- 서울 동명여고 졸
- 서울대, 미 뉴욕주립대 대학원 졸(세포분자생물학 박사)
- ㈜리젠바이오텍 대표이사
- 한국바이오벤처협회 부회장

4.강성천(67) 전북
- 이리중
- 전국자동차노동조합연맹 위원장
- 한국노동조합총연맹 부위원장

5. 이정선(47,여) 경기
- 서울 상명고 졸
- 한성대, 서울시립대 대학원 졸(사회복지학 석사)
- 한국장애인정치포럼 대표이사

6. 김장수(60) 광주
- 광주제일고 졸
- 육군사관학교 졸, 연세대 행정대학원 졸(석사)
- 제40대 국방부 장관

7. 김소남(57,여) 전남
- 전남 겸백남초 졸, 고입 및 대입 검정고시
- 한양여대 문예창작과 졸
- 국민화합실천연대 공동대표
- 전국호남향우회 여성회장

8. 정진석(47) 충남
- 서울 성동고 졸
- 고려대 정치외교학과 졸
- 재선 국회의원(제 16,17대)

9. 이은재(56,여) 경기
- 용인 남사초, 서울여고 졸
- 건국대, 미 Claremont대 대학원 졸(행정학 박사)
- 건국대 행정대학원장
- 중앙인사위원회 위원

10. 이달곤(54) 경남
- 부산 동아고 졸
- 서울대, 미 하버드대 대학원 졸(정책학 박사)
- 서울대 행정대학원 교수
- 한국행정학회 회장

11. 김금래(57,여) 강원
- 이화여고 졸
- 이화여대 졸, 숙명여대 정책대학원 석사과정 졸
- 한국여성단체협의회 사무총장

12. 나성린(55) 부산
- 서울대 경제학과 졸
- 영 옥스퍼드대학교대학원 졸(경제학 박사)
- 한양대학교 경제금융학부 교수
- 한국공공경제학회 회장

13. 조윤선(41,여) 서울
- 세화여고 졸
- 서울대 외교학과 졸
- 현 한나라당 대변인
- 한국씨티은행 부행장 겸 법무본부장

14. 조문환(48) 대구
- 대구 능인고 졸
- 계명대, 계명대 의과대학원 졸(의학박사)
- 고신대 의대 외래교수

15. 손숙미(53,여) 경남
- 경남여고 졸
- 서울대, 미 노스캐롤라이나대 대학원 졸(영양학 박사)
- 가톨릭대학교 교수
- 대한영양사협회 회장

16. 원희목(53) 경기
- 용산고 졸
- 서울대 약학과, 강원대 약학대학원 졸(약학 박사)
- 대한약사회 회장
- 한국보건의료인국가시험원 이사장

17. 이애주(62,여) 황해
- 인천여고 졸
- 서울대 간호학과 졸
- 대한간호협회 부회장, 병원간호사회 회장
- 서울대학교 병원 간호부장

18. 이춘식(58) 경북
- 경북대 사대부고 졸
- 연세대 행정학과 졸
- 서울시 정무부시장

19. 정옥임(47,여) 서울
- 성신여사대부속고 졸
- 고려대, 고려대 대학원 졸(국제정치학 박사)
- 선문대 국제학부 교수
- KBS 객원해설위원, 진행자

20. 임동규(63) 충북
- 무학
- 서울시의회 의장(3선)
- 전국 시도의장협의회 회장

21. 김옥이(60,여) 대구
- 대구여고 졸
- 동아대, 동국대 행정대학원 졸(행정학 석사)
- 재향군인여성군인협의회 회장
- 육군 제15대 여군단장

22. 이정현(50) 전남
- 광주 살레시오고 졸
- 동국대 정치외교학과 졸
- 전 한나라당 수석 부대변인
- 전 한나라당 광주서구을 당협위원장

23. 이두아(37,여) 경북
- 대구경화여고 졸
- 서울대 법학과 졸
- 법무법인 서울 구성원 변호사
- 시민과 함께하는 변호사들’ 총괄간사

24. 김성동(53) 대구
- 서울 휘문고 졸
- 고려대, 숭실대 대학원 정치학과 박사과정 수료
- 민주화운동관련자명예회복및보상심의위원
- 여의도연구소 정책자문위원

25. 최경희(60,여) 강원
- 춘천여고 졸
- 이화여대 성악과, 이화여대 교육대학원 졸(석사)
- (사)강원도민회 부회장
- 현 한나라당 한사랑합창단 단장

26. 이상철(59) 부산
- 부산고 졸
- 서울대 미학과 졸
- 조선일보 정치부장, 편집국장
- 월간조선대표 및 조선일보 이사

27. 이영애(57,여) 충남
- 부여여고 졸
- 성균관대 국정관리대학원 졸(석사)
- ㈜코래곤 대표이사
- 현 한나라당 중앙위 정보과학분과위원장

28. 박재순(64) 전남
- 조선대부속고 졸
- 조선대, 조선대 대학원 졸(정치학 박사)
- 현 한나라당 전남도당 위원장
- 전남도청 기획관리실장

29. 최순자(56,여) 인천
- 인일여고 졸
- 인하대, 미 남가주대 대학원 화학과 박사과정 졸
- 인하대 공과대 생명화학공학부 교수
- 원자력위원회 위원

30. 조영래(65) 전북
- 남성고 졸
- 동국대 법학과 졸
- 유한회사 동광 대표이사
- 전라북도 새마을회 회장

31. 문숙경(54,여) 대구
- 경북대 사대부고 졸
- 계명대 교육학과, 대구카톨릭대 대학원 졸(석사)
- (사)우리함께운동본부 본부장
- 여성긴급전화 1366 전국협의회 대표

32. 이철웅(50) 전북
- 전주 전라고 졸
- 경희대 정치외교학과 졸
- 현 한나라당 원내행정국장
- 1급 국회정책연구위원

33. 정재량(66,여) 경북
- 상주여고 졸
- 상명대, 이화여대 교육대학원 석사 졸
- 상명대 교육대학원 겸임교수
- 뉴라이트 학부모연합 전국공동대표 및 서울상임대표

34. 류명열(48) 경남
- 마산고 졸
- 영남대, 서강대 경제대학원 졸(경제학 석사)
- 현 국회정책연구위원(1급)
- 전 중앙당 조직국장

35. 양지연(42,여) 서울
- 서울여고 졸
- 이화여대, 미 미네소타주립대 대학원 졸(법학 박사)
- 한국마이크로소프트 고문변호사
- 법무법인 태평양 IT팀 변호사

36. 공호식(48) 대전
- 대전고 졸
- 경희대 정외과 졸
- 현 한나라당 당무조정국 국장
- 국회정책연구위원(1급)

37. 강월구(41,여) 강원
- 춘천 유봉여고 졸
- 고려대 신문방송학과, 서강대 대학원 졸(경제학 석사)
- 현 한나라당 중앙당 여성국장
- 국회정책연구위원(2급)

38. 김경안(52) 전북
- 익산 남성고 졸
- 원광대, 원광대 행정대학원 졸(행정학 석사)
- 현 한나라당 전북도당위원장
- 전라북도 도의회 의원(3선)

39. 최순애(49,여) 서울
- 서울 은광여고 졸
- 명지대, 서울대 보건대학원 졸(보건학 석사)
- 의료칼럼니스트, 데일리메디 기획편집위원
- 전 한나라당 중앙차세대 여성위원장

40. 안종복(52) 강원
- 경신고 졸
- 고려대 법학과 졸
- 인천유나이티드 프로축구단 대표이사 사장
- 한국프로축구단장협의회장

41. 정수경(49,여) 서울
- 영등포여고 졸
- 성균관대 영어영문학과 졸
- 변호사
- 구로디지털단지 기업인연합회 법률고문

42. 손인석(37) 충북
- 청주 신흥고 졸
- 충북대, 충북대 대학원 재무회계학 졸(석사)
- (사)한국청년회의소(JC) 중앙회장

43. 김공자(59,여) 대전
- 대전여고 졸
- 한성신학대학, 복음신학대학원 졸(목회학 석사)
- 대전 YWCA사무총장
- 대전광역시 청소년단체협의회 회장

44 우신구(57) 경북
- 김천고 졸
- 국민대 경제학과 중퇴
- 현 한나라당 중앙위부의장
- 현 한나라당 나눔봉사위원회 상임부위원장

45. 김영희(59,여) 제주
- 제주상고 졸
- 제주교육대학 졸
- 제주도의회 예산결산특별위원회위원장
- 제주발전연구원 이사

46. 강성만(48) 전남
- 목포고 졸
- 서강대, 미 루이지애나 뱁티스트대 대학원 졸(박사)
- 현 한나라당 부대변인
- 농림부 정책보좌관

47. 윤명선(53,여) 강원
- 서울 중경고 졸
- 덕성여대, 덕성여대 약학대학원 졸(약학 박사)
- 중앙대 의약식품대학원 겸임교수
- 서울시약사회 문화홍보정책단장

48. 홍종일(48) 인천
- 중앙대부속고 졸
- 인하대 조선공학과 졸
- 현 한나라당 인천시당 사무처장
- 국회정책연구위원(2급)

49. 허남주(45,여) 전북
- 전주 근영여고 졸
- 우석대 화학과 졸
- 현 한나라당 전북도당 자문위원
- 호원대 교양학부 겸임교수

50. 백기엽(42) 서울
- 여의도고 졸
- 한국외대, The American Univ. School of Int'l Service 졸(석사)
- 여의도연구소 국제관계담당 연구위원
- 현 한나라당 국제위원회 간사위원